# Йо-йо

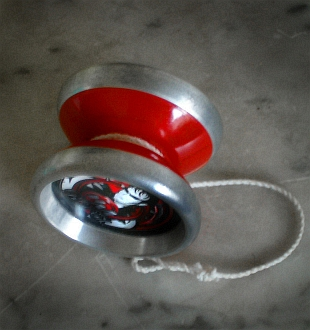
Современное йо-йо для стринга

Йо-йо (англ. yo-yo) — игрушка, состоящая из двух одинаковых по размеру и весу дисков, скреплённых между собой осью, на которую петелькой надета верёвка. Работает по принципу маятника Максвелла и гироскопа.
Йо-йо с верёвкой в виде петли начинает своё развитие примерно с 1920 года (модификация филиппинца Педро Флореса), также называемая «Old School» (Старая школа). Эпоха таких йо-йо продлилась вплоть до 1990-х годов.
Начиная с 1990 года в йо-йо начали ставить подшипник, что позволило значительно увеличить время, в течение которого йо-йо «спит» на конце верёвки, а это, в свою очередь, позволило увеличить время игры. Стиль игры с данными йо-йо называется, соответственно, «New School» (Новая школа).
Современные йо-йо оснащены подшипником и силиконовыми тормозами на внутренней стороне половинок йо-йо. Также увеличен зазор (англ. gap) между половинками игрушки. Для возврата йо-йо этого типа в руку необходимо выполнить специальный трюк bind.

## Принцип действия
Йо-йо основана на механической инерционности вращения катушек и их взаимодействия с верёвкой и между собой.
При броске йо-йо, размотав до конца верёвку, начинает свой возврат по ней в руку играющего. Поскольку йо-йо быстро вращается, возникает гироскопическая стабилизация её оси вращения, которая даёт возможность игроку выполнять ряд трюков.
В начале XX века верёвку перестали привязывать к оси, а стали просто делать петлю, благодаря чему стало возможно отправлять йо-йо в состояние «слипа» (англ. to slip — проскальзывать), при котором игрушка некоторое время вращается на конце размотанной верёвки. Благодаря этому стали возможны стили игры с активным взаимодействием йо-йо с верёвкой, — иные, нежели в классическом «лупинге» (англ. looping — ведение циклов) — технике, основанной на множественных и частых выбросах йо-йо.
В 1990-е годы были созданы первые йо-йо с подшипником на оси, резко увеличившие время «слипа» такого йо-йо.

## Материалы
Раньше йо-йо делались из цельного куска дерева (сейчас их делают для истинных коллекционеров) или из глины. В настоящее время йо-йо изготавливают из пластика или различных металлов, алюминиевых сплавов (йо-йо high-end класса). Также существуют композитные йо-йо (пластиковые йо-йо с металлическими ободами). Последние стоят между пластиковыми (для начинающих) и high-end (для профессионалов).
Современные йо-йо имеют подшипник для увеличения времени «слипа», а также разнообразные формы половинок, системы тормозов и способов производства самих верёвок.
Не все high-end йо-йо являются металлическими (как, например, high-end йо-йо Born Crucial Milk и Silk), они делаются из особого пластика — целкона . В таких йо-йо вес, как и в металлических, распределён по ободам, что даёт больший «слип» и стабильность при выполнении сложных игровых связок.
Существует вариант йо-йо со встроенными лампочками (светодиодами) и вставляющимися батарейками. Боковые съёмные крышки сделаны из разноцветного прозрачного пластика, основа также прозрачная. Когда игрушка разматывается, под действием центростремительной силы замыкается пружинный контакт и загораются две лампочки или светодиода. При возвращении игрушки в исходную позицию контакт размыкается.
В последнее время все более популярными становятся самодельные йо-йо: такие игрушки собираются своими руками всего за несколько минут и пользуются успехом у детей школьного и дошкольного возраста. Уроки по созданию йо-йо из катушек от ниток часто предлагаются в секциях детского художественного искусства в рамках изучения истории работы с деревом и получения практических навыков. Такие игрушки ценятся за натуральный безопасный корпус. Самодельные йо-йо из пробок и жестяных банок популярны среди школьников старшей группы и часто становятся предметом соревнований. Игрушки из пластиковых пробок также чаще всего используются детьми и начинающими, так как имеют маленький вес и легки в управлении. История этих самодельных игрушек в России началась во времена СССР, и в настоящее время мода на них вернулась.

## Стили игры

Патент США № 59745

Лупинг (0A, 2A) (англ. loop — петля) — стиль игры, при котором игрок движениями руки направляет йо-йо по эллиптической траектории вокруг руки; основной задачей выполнения трюков «лупинга» является их продолжительное выполнение без возврата йо-йо в руку. Йо-йо для выполнения трюков «лупинга» могут быть стандартной или модифицированной формы (обода в виде плоских дисков). В соревнованиях этот стиль кодируется как 0A или 2A, если используется одна или две йо-йо соответственно.
Стринг (1A) (англ. string — верёвка, нить) — самый популярный стиль игры, основанный на выполнении трюков во время «слипа».
Основные категории стринг-трюков
Многие движения, часто повторяющиеся в различных стринг-трюках систематизированы. Далее описаны самые распространённые категории стринг-трюков:
- Маунты (англ. mount — опора, подставка) — верёвка обматывается вокруг пальцев, после чего на один из полученных отрезков ловится йо-йо. Простейшим «маунтом» является «трапеция» — после броска вбок йо-йо делает оборот вокруг пальца руки, не делавшей бросок («свободной руки») и приземляется на верёвку. В йойоинге маунтами называются позиции, из которых выполняются трюки.
- Ласерейшены (англ. laceration — разрыв, рваная рана) — после броска в сторону йо-йо оставляют висеть свободно, после чего йо-йо подкидывают, пропускают под ним верёвку и ловят в «маунт». Категория названа «в честь» трюка Laceration, где именно таким образом йо-йо ловилось на «трапецию».
- Хопы (англ. hop — прыжок) — после выполнения «маунта» игрок резко увеличивает натяжение верёвки (в редких случаях — придавая импульс своим телом, однако такое выполнение «хопа» считается неверным), заставляя йо-йо подлететь, после чего его ловят либо на тот же, либо на другой отрезок верёвки, задействованный в «маунте». Классический пример — Eli Hops — хопы с «трапеции».
- Випы (англ. whip — кнут, удар кнутом) — игрок захватывает в каком-либо месте верёвку, после чего подкручивающим движением забрасывает получившуюся петлю на йо-йо. Практически единственный тип трюков, представители которого пригодны к исполнению одной рукой.
- Суисайды (англ. suicide — самоубийство) — йо-йо ловится в «маунт», после чего йо-йо бросается вокруг руки, сделавшей бросок с одновременным скидыванием петель с руки, не делавшей бросок, а затем ловится в тот же либо изменённый «маунт». Категория получила название от трюка Suicide, где данное бросание совершается с «трапеции».
- Слэки (англ. slack — провисшая верёвка) — после «маунта» какая-либо часть верёвки захватывается, после чего йо-йо и получившаяся петля бросаются вокруг места захвата.
- Хуки (англ. hook — крючок) — подвид «ласерейшенов», требующий также техники «слэк». Петля оборачивается вокруг пальца, одновременно зацепляя йо-йо. Основной трюк — Hidemasa Hook.
- Гринды (грайнды) (англ. grind — скрежет) — название этого вида трюков взято из современных экстремальных видов спорта, когда спортсмен скользит на скейте, BMX и т. п. по грани препятствия, при этом издается характерный скрежет. В йо-йо скрежетать так характерно, конечно, нечему, однако название закрепилось за этим видом трюков. Во время выполнения трюков «гринд» йо-йо «стоит» на руке, пальце, при этом оставаясь в вертикальном положении и продолжая вращение. Разновидностью трюков «гринд» являются так называемые «тамб-гринды» (англ. thumb — большой палец), при которых йо-йо вращается на большом пальце руки, вставленном в пространство под ободом йо-йо. Для успешного выполнения трюков «гринд» требуется йо-йо с матовой («сатинированой») поверхностью для уменьшения трения о поверхность руки/пальца. Для выполнения «тамб-гриндов», в свою очередь, требуется небольшая канавка под ободом йо-йо.
- Чопстики (англ. chopsticks — палочки для еды) — выполнение этих трюков похоже на «маунты», но заключается в бросании и ловле йо-йо на верёвки между пальцами одной руки. Этот вид трюков достаточно сложен и если вы не пианист, то учиться технике «чопстик» проще на небольших йо-йо. Однако игроки, хорошо владеющие техникой этих трюков, могут выполнять их на йо-йо практически любого диаметра.

Стиль «стринг» так же делится на «фронт-стайл», когда трюки выполняются после броска перед собой, и «сайд-стайл», когда йо-йо бросается вбок, параллельно телу. Задачей игры в стиле «стринг» является выполнение трюка или связки трюков с последующим возвращением йо-йо в руку. Йо-йо для стринг трюков имеют широкую форму: бабочки, Н-формы, формы «стелс».
Дабл Стринг (или Чери) (3А) (англ. string — верёвка) — стиль игры, в котором используется 2 йо-йо, намного сложнее стринга и лупинга.
Оффстринг (4A) (англ. offstring — вне верёвки) — стиль игры, в котором ось йо-йо не крепится к верёвке. Для трюков этого стиля обычно используются большие йо-йо, облегчающие ловлю на верёвку, однако достаточно тренированный игрок может играть в этом стиле практически любым йо-йо.
Фрихэнд (5A) (англ. free hand — свободная рука) — стиль игры, схожий со стилем «стринг», но имеющий более широкие возможности исполнения трюков за счёт того, что верёвка не крепится к руке. Вместо этого к верёвке привязан противовес в виде небольшого шарика, кубика или фигурки, который держится в руке. Йо-йо для стиля «фрихенд» не имеет специальной формы, используется йо-йо для стиля «стринг». В трюках этого стиля много бросков как противовеса, так и самого йо-йо вокруг какой-либо оси. Потеря контроля может привести к выпадению йо-йо и противовеса из рук, поэтому обычно для этого стиля используют пластиковые йо-йо, так как металлические более чувствительны к падениям.
Часть трюков с йо-йо перешла к игрушке Astrojax — трём шарикам на верёвочке, постепенно набирающей популярность во всех странах мира.